# Amt Schradenland
Het Amt Schradenland is een samenwerkingsverband van 4 gemeenten  in het Landkreis Elbe-Elster in de Duitse deelstaat Brandenburg. Het amt telt 4.393 inwoners. Het bestuurcentrum bevindt zich in de gemeente Gröden.

## Gemeenten
Het Amt bestaat uit de volgende gemeenten:
1. Gröden (1.336)
2. Großthiemig (1.012)
3. Hirschfeld (1.221)
4. Merzdorf (824)